# Martin Melles

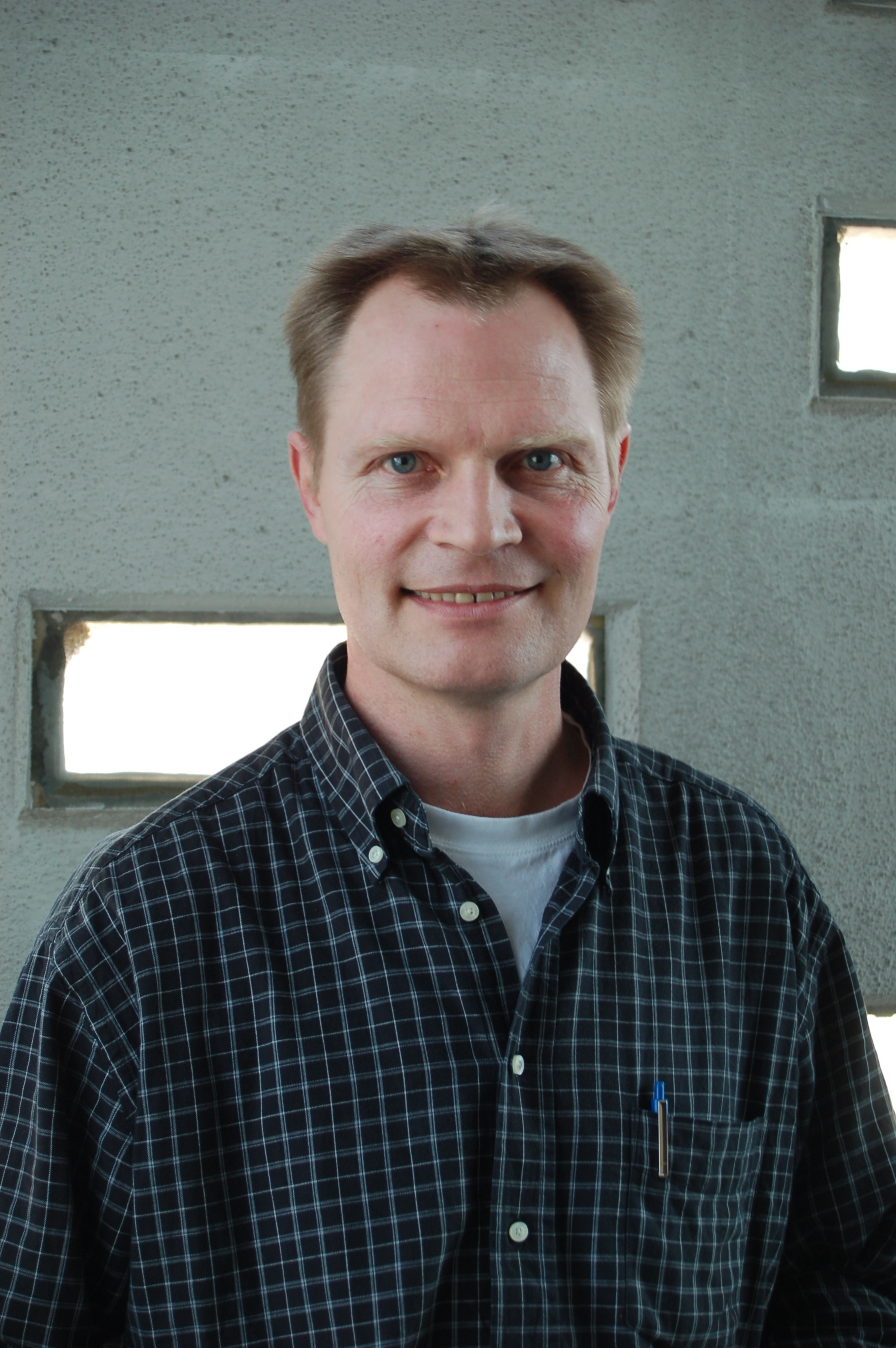
Martin Melles 2013

Martin Melles (* 27. August 1960 in Bremen) ist ein deutscher Geologe und Professor an der Universität zu Köln. Er forscht über die Klimageschichte von Arktis und Antarktis in Pliozän und Quartär.

## Leben
Melles besuchte das Gymnasium Wesermünde in Bremerhaven (Abitur 1980) und studierte Geologie und Paläontologie an der Universität Göttingen (1987 mit Diplom abgeschlossen). Danach war er wissenschaftlicher Mitarbeiter am Alfred-Wegener-Institut in Bremerhaven und wurde 1990 an der Universität Bremen über Forschungen in der Antarktis (Paläoglaziologie und Paläozeanographie im Spätquartär am Kontinentalrand des südlichen Weddellmeeres, Antarktis) promoviert. 1992 wechselte er im Alfred-Wegener-Institut nach Potsdam. Er habilitierte sich 2000 an der Universität Potsdam zur Rekonstruktion der spätquartären Entwicklungsgeschichte polarer Küstenregionen mit Hilfe von Seesedimenten.
Nach einer Vertretungsprofessur in Leipzig wurde er 2001 Professor für Geologie an der Universität Leipzig und seit 2006 ist er Professor an der Universität zu Köln.

## Werk

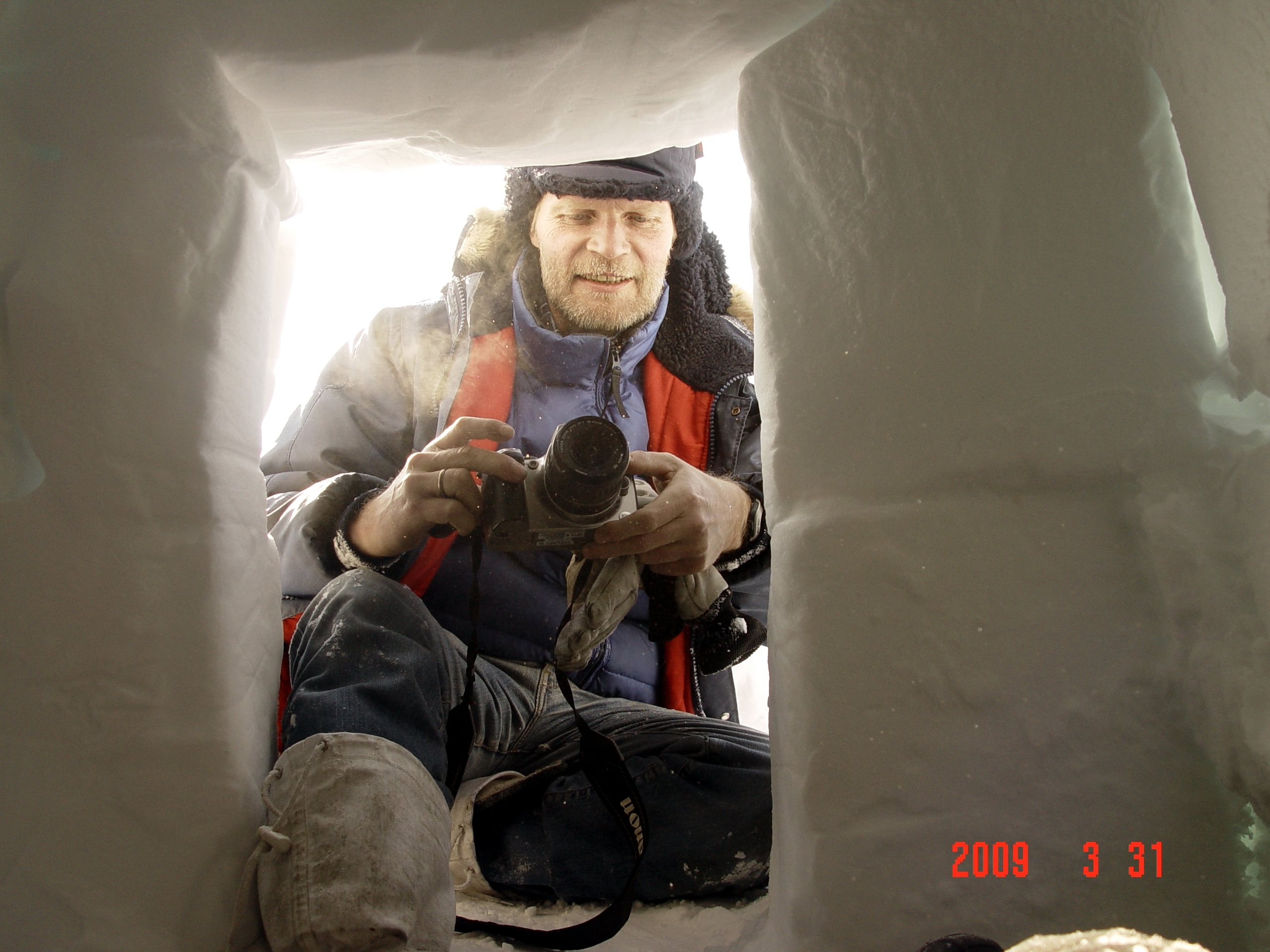
Martin Melles im Polarforscheroutfit

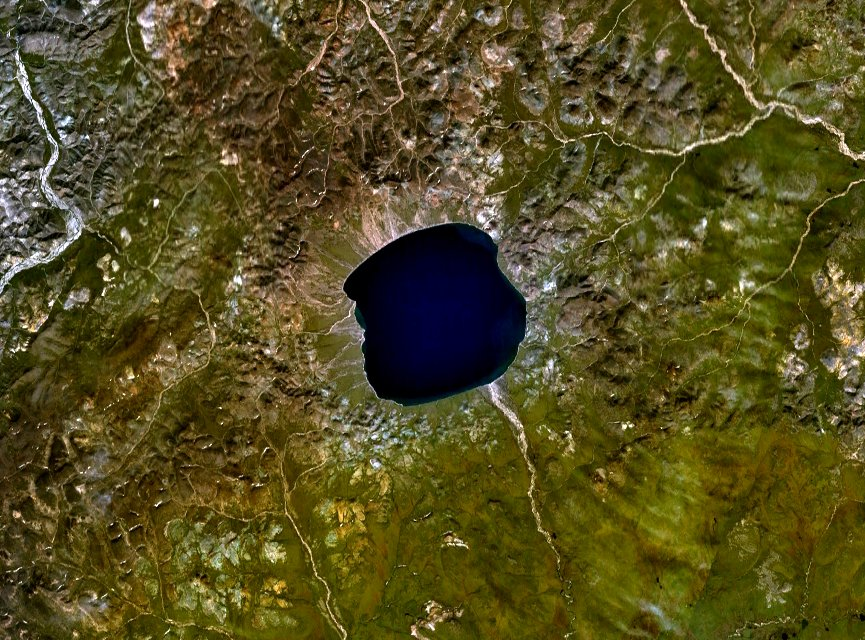
Elgygytgyn-See

Melles befasst sich mit der Klimageschichte und Klimaschwankungen im Quartär speziell in den Polarregionen. Insbesondere erforschte er dabei das Klimaarchiv in den Sedimentablagerungen des Kratersees Elgygytgyn in Tschukotka im Nordosten Sibiriens, der rund 12 km Durchmesser hat und 170 m tief ist. Er entstand vor 3,6 Millionen Jahren im Pliozän wahrscheinlich durch einen Meteoriteneinschlag, war in der Eiszeit nicht vergletschert (wie Olga Gluschkowa 1994 entdeckte) und ist deshalb besonders gut geeignet, die Klimaschwankungen der jüngeren Vergangenheit (Ende des Neogens und gesamtes Quartär) in der Polarregion zu untersuchen (zum Beispiel über den Pollengehalt und den Paläomagnetismus der Sedimente). Im Rahmen eines internationalen Projekts (ICDP; Russland, USA, Deutschland, Österreich und andere europäische Länder), bei dem Melles von deutscher Seite Projektleiter war, wurde dort durch die Eisdecke 2009 u. a. ein 315 m langer Sediment-Bohrkern gewonnen. Er ermöglichte Rückschlüsse auf Niederschläge, Vegetation und Temperatur und deren Schwankungen in guter zeitlicher Auflösung über 3,6 Millionen Jahre. Zuvor gab es im Wesentlichen die Klimaaufzeichnungen aus Eisbohrkernen des grönländischen Inlandeises, die aber nur 120.000 Jahre zurückreichten.
Wichtigstes Ergebnis war, dass das Klima in der Arktis in zwei Warmzeiten innerhalb der Eiszeit (vor 400.000 und vor 1,1 Millionen Jahren) wärmer als bis dahin angenommen war. Damals gab es um den See dichte Nadelwälder, und die Untersuchungen in der Arktis zeigten für diese sogenannten Super-Warmzeiten mit einer mittleren Temperatur, die vier bis fünf Grad über der von normalen Warmzeiten im Quartär lag (mittlere Temperatur 13 Grad), einen deutlicheren Unterschied als bisher aus Untersuchungen zum Beispiel in Europa bekannt war. Sie lassen sich allein aus Änderungen der Bahnparameter der Erde nicht erklären und korrelieren zwar mit hohen Kohlendioxidwerten, können durch diese allein aber nicht erklärt werden. In diesen Zeiten war aber auch ein großer Teil des Eisschildes in der westlichen Antarktis abgeschmolzen. Vermutet werden daher Rückkopplungseffekte aus dem Grad der Vergletscherung speziell in der Antarktis und in Grönland, die nahelegen, dass die Polarregionen sensibler auf Klimaänderungen reagieren und sich das Klima dort möglicherweise schneller ändern kann als bisher angenommen.
Am Ende der Aufzeichnungen im Pliozän vor rund 3,6 Millionen Jahren war es in der Arktis im Sommer rund acht Grad wärmer als heute bei vergleichbarem Kohlendioxidgehalt von rund 400 ppm.
Melles war unter anderem auch bei einer Forschungsreise auf der Polarstern unterwegs, dabei wurde unter anderem die Klima- und Umweltgeschichte  Südgeorgiens untersucht.
In jüngster Zeit dehnte Melles seine Forschungsarbeiten in Sibirien, auf Grönland und in der Antarktis auf Untersuchungen der Klimageschichte in gemäßigteren Breiten aus. Eine besondere Rolle spielt dabei seine Beteiligung am Sonderforschungsbereich 806 der Deutschen Forschungsgemeinschaft (DFG). Der SFB 806 hat zum Ziel, die Wanderung des Modernen Menschen von Afrika nach Europa seit seiner Entstehung vor etwa 190.000 Jahren zu rekonstruieren. Dabei liefern die Seesediment-Untersuchungen von Melles Informationen darüber, ob und ggf. inwieweit Klimaschwankungen die Menschheitsgeschichte beeinflusst haben.

## Schriften
- mit Julie Brigham-Grette, Pavel Minyuk, N. R. Nowaczyk, V. Wennrich, R. M. DeConto, P. M. Anderson, A. A. Andreev, A. Coletti, T. M. Cook, E. Haltia-Hovi, M. Kukkonen, A. V. Lozhkin, P. Rosen, P. Tarasov, H. Vogel, B. Wagner 2.8 Million Years of Arctic Climate Change from Lake El’gygytgyn, NE Russia, Science, Band 337, 2012, S. 315–320, Abstract
- mit Julie Brigham-Grette, Pavel Minyuk, A. Andreev, P. Tarasov, R. DeConto, S. Koenig, N. Nowaczyk, V. Wennrich, P. Rosen, E. Haltia-Hovi, T. Cook, T. Gebhardt, C. Meyer-Jacob, J. Snyder, U. Herzschuh: Pliocene Warmth, Polar Amplification, and Stepped Pleistocene Cooling Recorded in NE Arctic Russia, Science, 9. Mai 2013, Abstract
- mit Julie Brigham-Grette, Pavel Minyuk, Christian Koeberl, Andrei Andreev, Timothy Cook, Grigory Fedorov, Catalina Gebhardt, Eeva Haltia-Hovi, Maaret Kukkonen, Norbert Nowaczyk The Lake El’gygytgyn Scientific Drilling Project – conquering arctic challenges through continental drilling, Scientific Drilling, März 2011, pdf
- Herausgeber mit J. Brigham-Grette, P. Minyuk, B. Wagner, T. Cook, D.-D. Rousseau: Initial results from lake El’gygytgyn, western Beringia: first time-continuous Pliocene-Pleistocene terrestrial record from the Arctic, in: Climate of the Past, Special Issue 48, 2012, Online